# Diplotaxis coenonychoides
Diplotaxis coenonychoides är en skalbaggsart som beskrevs av Davidson 2006. Diplotaxis coenonychoides ingår i släktet Diplotaxis och familjen Melolonthidae. Inga underarter finns listade i Catalogue of Life.